# Schizonycha distinguenda
Schizonycha distinguenda är en skalbaggsart som beskrevs av Moser 1914. Schizonycha distinguenda ingår i släktet Schizonycha och familjen Melolonthidae. Inga underarter finns listade i Catalogue of Life.